# Ayutla de los Libres (kommun)
Ayutla de los Libres är en kommun i Mexiko.   Den ligger i delstaten Guerrero, i den södra delen av landet, 280 km söder om huvudstaden Mexico City. Antalet invånare är 60 690. Arean är 735 kvadratkilometer.
Terrängen i Ayutla de los Libres är kuperad åt sydväst, men åt nordost är den bergig.
Följande samhällen finns i Ayutla de los Libres:
- Ayutla de los Libres
- Tonalá
- El Cortijo
- La Azozuca
- San José la Hacienda
- Ahuacachahue
- El Refugio
- Tutepec
- Apantla
- La Concordia
- Acalmani
- Pozolapa
- La Angostura
- El Zapote
- Tepango
- Cotzalzin
- San Antonio Abad
- Mesón Zapote
- El Paraíso
- El Salto
- San Felipe
- El Tamarindo
- Zempazulco
- Chacalinitla
- El Vano
- El Rosario
- Chacalapa
- Coxcatlán Candelaria
- Cerro Gordo Viejo
- Coapinola
- Tlalapa
- Quiahuitepec
- Cuadrilla Nueva
- La Haciendita
- Atocutla
- Barranca Tecoani
- Ocotlán
- La Sidra
- San Miguel
- Unidad Habitacional Magisterial
- Colonia la Esperanza
- Arroyo del Zapote
- Carabalí Grande
- Ocote Amarillo
- Tecomulapa
- El Capulín
- Rancho Ocoapa
- El Coquillo
- La Fátima
- Cuanacazapa
- La Cortina
- Barranca de Guadalupe
- El Coyul
- Ojo de Agua
- El Charco
- Mesón Chico
- El Platanar
- El Progreso
- La Palma
- El Zanate
- Plan del Bajío
- La Guadalupe
- Cumbres de Yolotepec
- Vista Hermosa
- Colonia Filo de Caballos
- El Tepuente
- El Charquito
- Juquila
- El Limón
- El Piñal
- Fábrica Vieja
- Colonia Yerba Santa
- Rancho Nuevo
- Ocotitlán